# Spogostylum stackelbergi
Spogostylum stackelbergi är en tvåvingeart som först beskrevs av Paramonov 1957.  Spogostylum stackelbergi ingår i släktet Spogostylum och familjen svävflugor. Inga underarter finns listade i Catalogue of Life.